# موزه ایالتی آریزونا

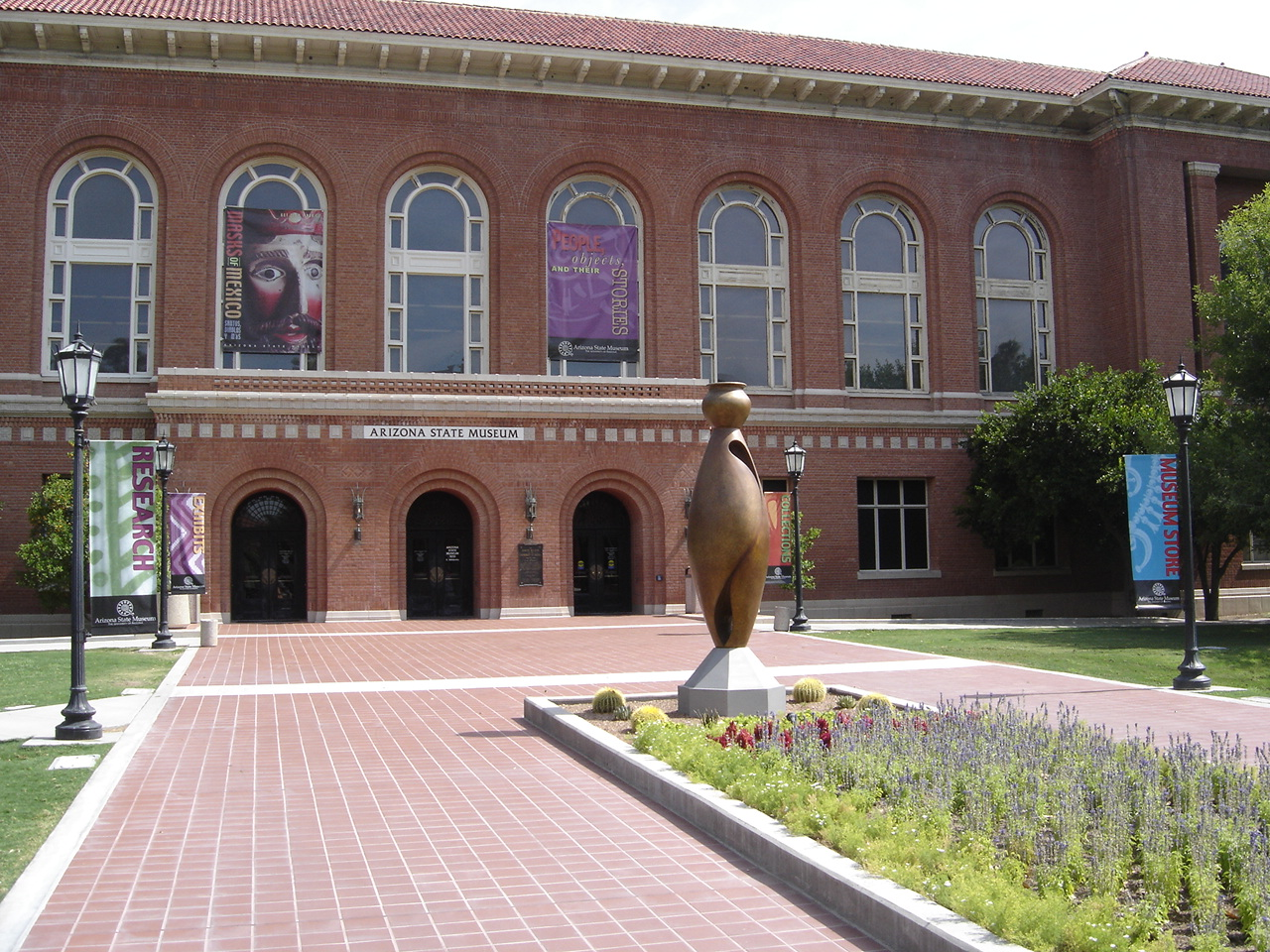
نمایی از ورودی اصلی موزه

موزه ایالتی آریزونا (به انگلیسی: Arizona State Museum) تأسیس ۱۸۹۳، از غنی‌ترین موزه‌های فرهنگ سرخ‌پوستان ایالات متحده آمریکا بوده و در شهر توسان در ایالت آریزونا واقع است.
این موزه وابسته به موسسه اسمیتسونی بوده و تحت اداره مرکز تحقیقات فرهنگ سرخ‌پوستان بومی دانشگاه آریزونا قرار دارد. 
موزه ایالتی آریزونا (که در داخل محوطه دانشگاه آریزونا قرار دارد) با ۲۰٬۰۰۰ کوزه، حاوی بزرگترین کلکسیون کوزه‌های سفالی سرخ‌پوستان آمریکا است.

## نگارخانه

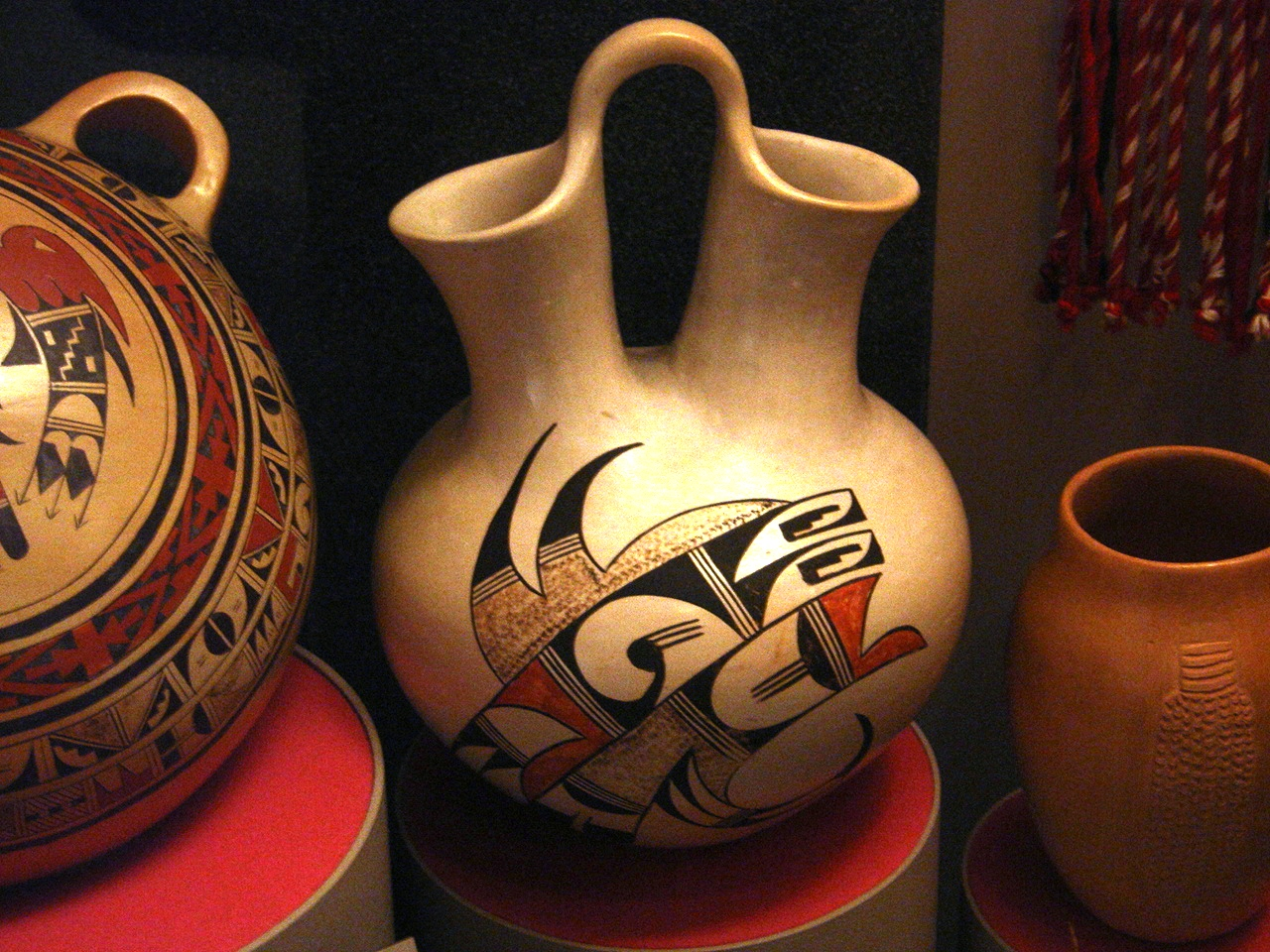
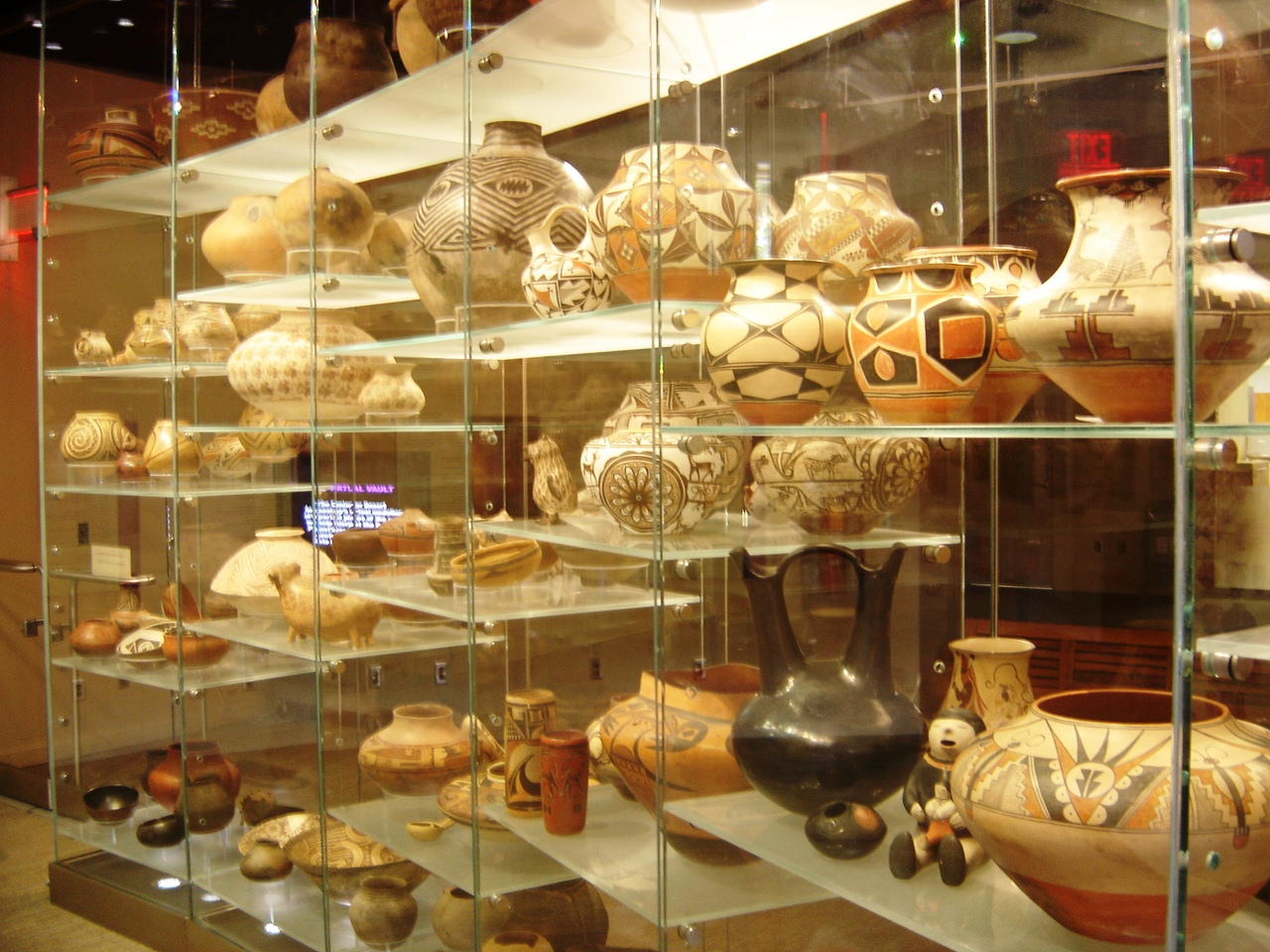
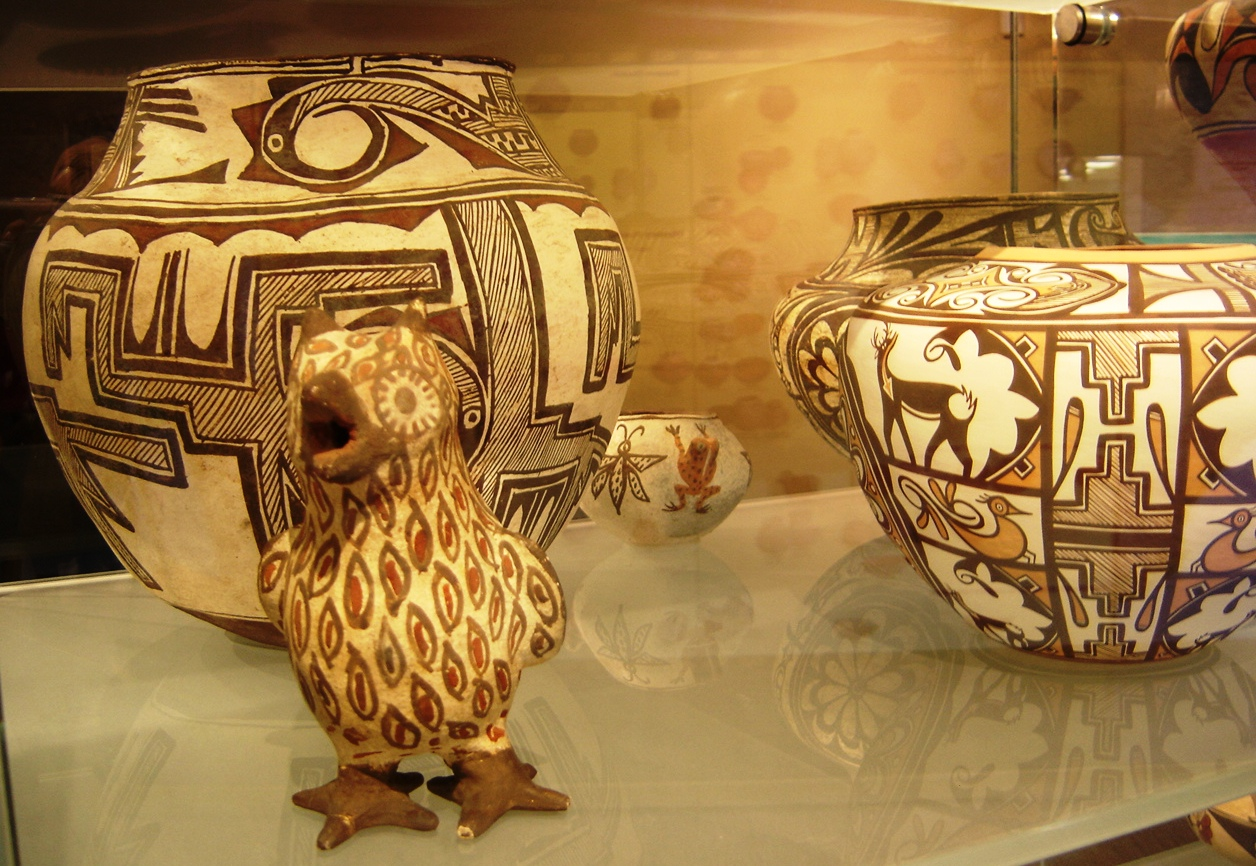
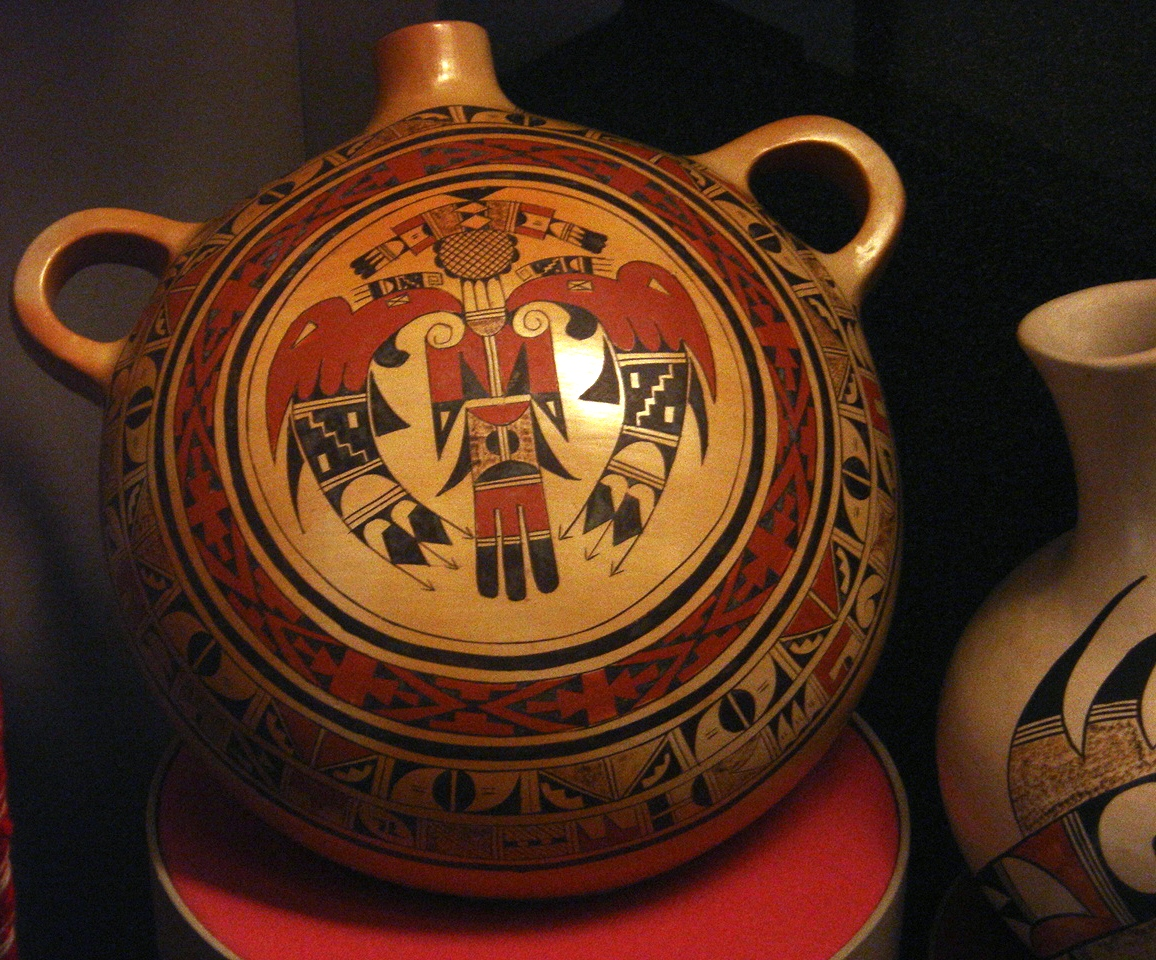